# Coil (sidérurgie)
Pour les articles homonymes, voir Coil.
 (février 2019).
Si vous disposez d'ouvrages ou d'articles de référence ou si vous connaissez des sites web de qualité traitant du thème abordé ici, merci de compléter l'article en donnant les références utiles à sa vérifiabilité et en les liant à la section « Notes et références ».

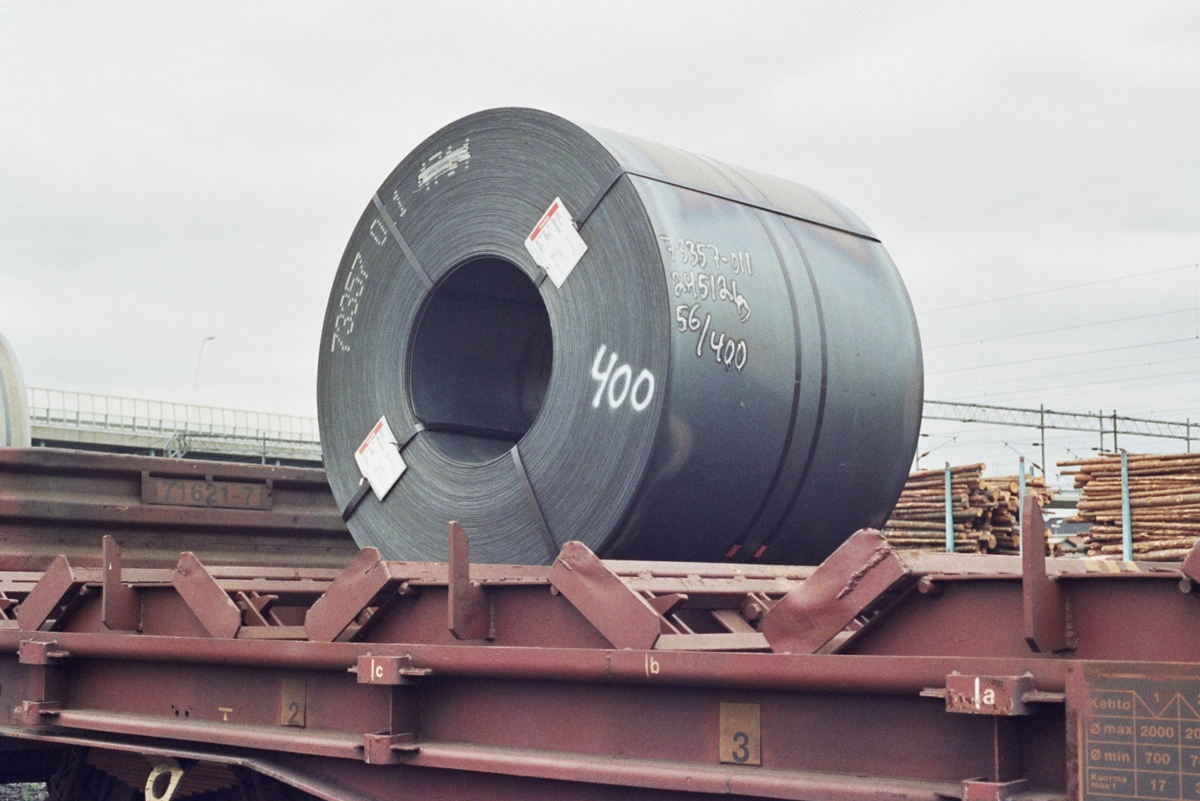
Coil en cours de transport sur wagon spécialisé

En sidérurgie, le coil (mot anglais) est une bobine de tôle issue du laminage à chaud. Issu du laminage à chaud, il s'agit donc d'un demi-produit pour la sidérurgie, lui-même issu des brames.
Les coils ont un poids moyen de 12 tonnes, mais peuvent dépasser les 32 tonnes avec, généralement, une largeur de 1 250  à   2 000 mm. L'épaisseur de la tôle bobinée va de 2  à   12 mm. L'intérêt de grosses bobines pour l'industrie de la transformation est lié à la manutention et aux temps de mise en place et de réglage. Pareillement, le sidérurgiste essaie généralement de laminer le plus fin possible pour améliorer la valeur ajoutée de son produit et, si possible, éviter l'étape suivante du laminage à froid.
Généralement, les coils à chaud sont laminés à froid pour obtenir l'épaisseur finale requise. Ce laminage est précédé d'une étape de décapage, pour enlever la couche de calamine qui s'est déposée sur la tôle pendant le laminage à chaud.
Les coils sont aussi transformés sur des installations de parachèvement du sidérurgiste, ou chez de gros transformateurs très proches de la sidérurgie, et destinés soit :
- au découpage en feuilles ;
- au refendage (cisaillage dans le sens de la longueur et reformation de bobines de faible largeur, les feuillards) ;
- à la fabrication de profilés reconstitués soudés (poutrelles, cornières, tés, tubes, etc.)
- à l'emboutissage (jante d'automobile, bouteilles de gaz, etc.).

Les coils peuvent être utilisés tels quels afin de réaliser certains produits nécessitant des tôles d'épaisseur moyenne : jantes d'automobile, bouteilles de gaz, bennes, etc.
On emploie aussi le terme de coil pour les bobines de fil machine à chaud comme à froid mais surtout pour les produits en provenance ou à destination de l'étranger. En France, on préfère le terme de « couronnes » s'il s'agit de fil machine ou de bobines trancannées, si le produit a subi une première transformation et qu'il a été rebobiné à spires jointives. On désigne occasionnellement aussi les tôles laminées à froid mais, dans ce cas, le terme « bobine » est plus fréquent.

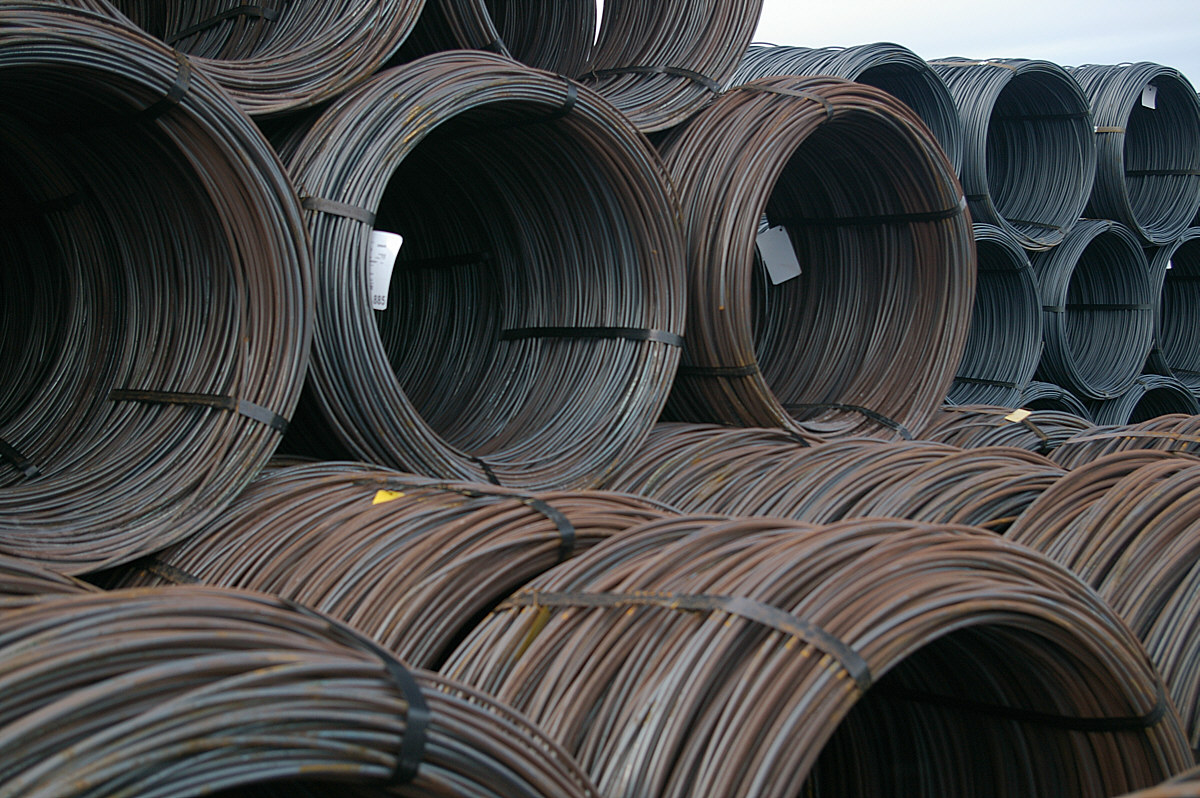
Des couronnes, occasionnellement appelées coil, par calque de langues étrangères.
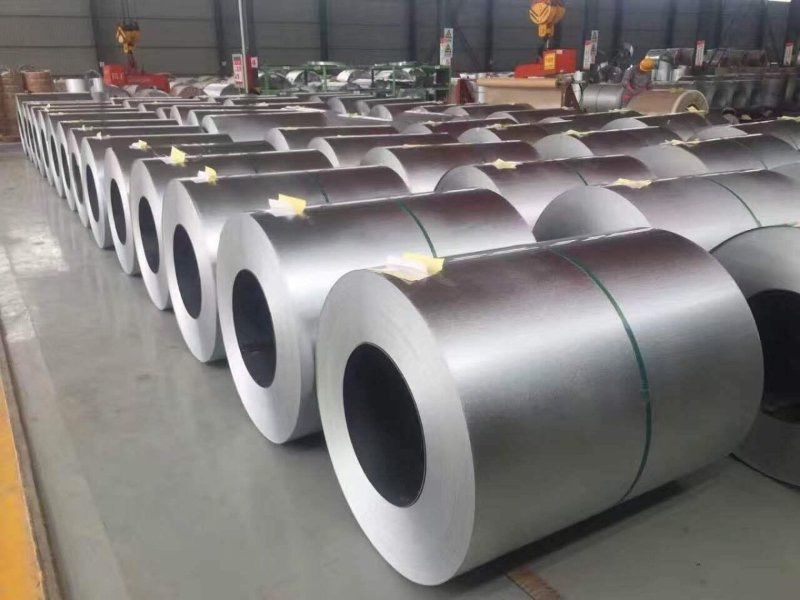
Des bobines, occasionnellement appelées coil, par calque de langues étrangères.